# Euphorbia restricta
Euphorbia restricta är en törelväxtart som beskrevs av Robert Allen Dyer. Euphorbia restricta ingår i släktet törlar, och familjen törelväxter. Inga underarter finns listade i Catalogue of Life.